# یواس‌اس او-۲ (اس‌اس-۶۳)
یواس‌اس او-۲ (اس‌اس-۶۳) (به انگلیسی: USS O-2 (SS-63)) زیردریایی که طول آن ۱۷۲ فوت ۴ اینچ (۵۲٫۵۳ متر) می باشد. این زیردریایی در سال ۱۹۱۸ ساخته شده است.